# São Jerônimo (kommun)
São Jerônimo är en kommun i Brasilien.   Den ligger i delstaten Rio Grande do Sul, i den södra delen av landet, 1 700 km söder om huvudstaden Brasília. Antalet invånare är 22 141.
Följande samhällen finns i São Jerônimo:
- São Jerônimo

I omgivningarna runt São Jerônimo växer huvudsakligen savannskog. Runt São Jerônimo är det glesbefolkat, med 8 invånare per kvadratkilometer.